# Lạc đà Vicuña
Lạc đà Vicuña (Vicugna vicugna) là một trong 2 loài lạc đà hoang dã Nam Mỹ cùng với lạc đà Guanaco sống ở vùng cao núi Andes thuộc họ Lạc đà, bộ Guốc chẵn. Loài này được Molina mô tả năm 1782. Lạc đà Vicuña là quốc thú của Peru, biểu tượng của nó được sử dụng trên huy hiệu Peru.

## Mô tả
Lạc đà Vicuña được xét là thanh nhã, duyên dáng và nhỏ hơn lạc đà Guanaco. Bộ lông dài giống len của lạc đà Vicuña màu nâu nâu vàng trên lưng, trong khi lông trên cổ họng và ngực có màu trắng và khá dài. Đầu hơi ngắn hơn của lạc đà Guanaco và tai hơi dài hơn. Chiều dài của đầu và cơ thể khoảng 1,45-1,60 m (khoảng 5 ft); chiều cao 75-85 tới vai cm (khoảng 3 ft), trọng lượng 35–65 kg (dưới 150 lb).

## Phân bố
Lạc đà Vicuña sống duy nhất ở Nam Mỹ, chủ yếu ở trung tâm dãy Andes. Chúng có nguồn gốc từ Peru, tây bắc Argentina, Bolivia và bắc Chile, với một dân số nhỏ hơn ở di thực tại trung tâm Ecuador. Peru có số lượng lớn nhất.

## Hình ảnh

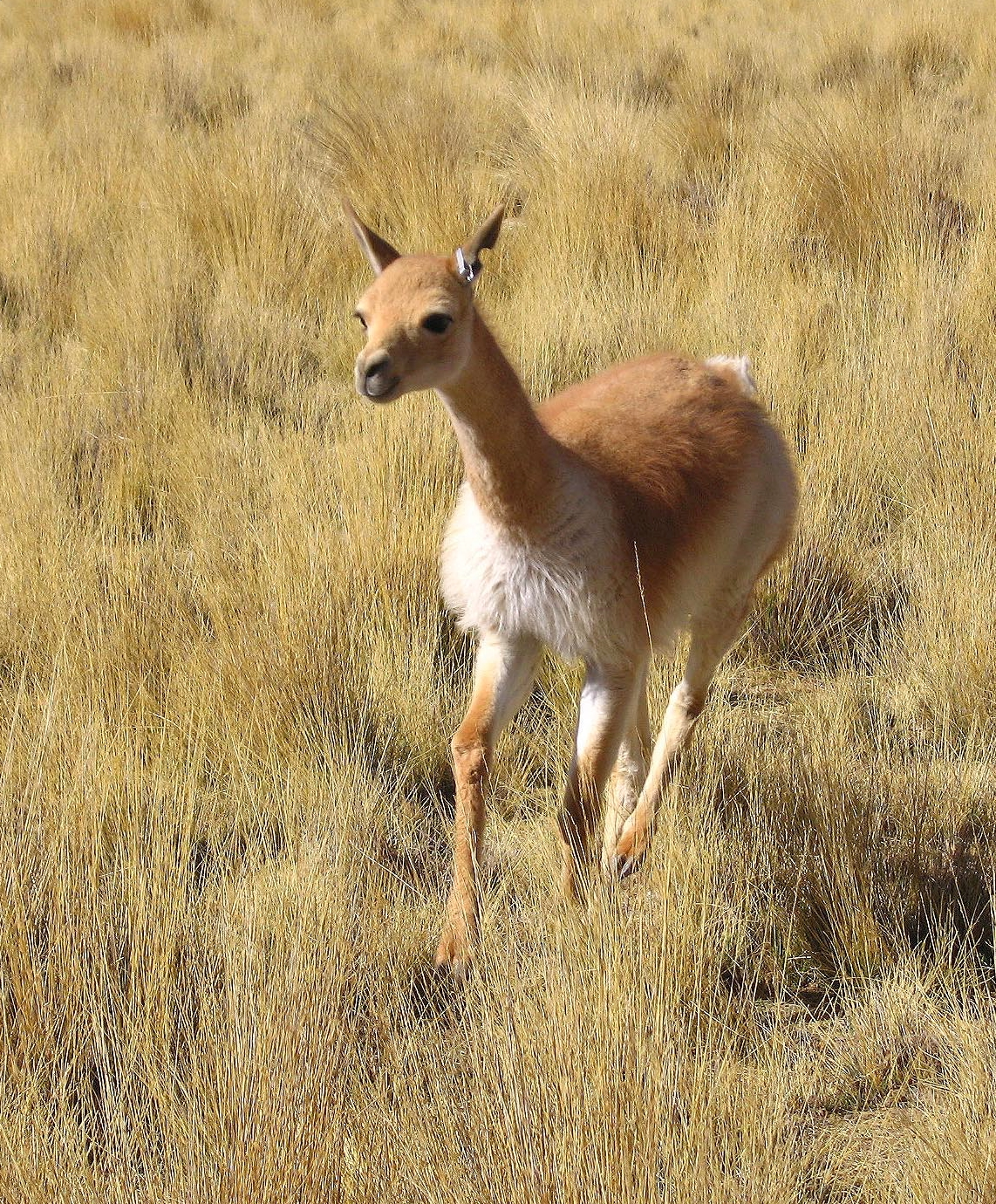
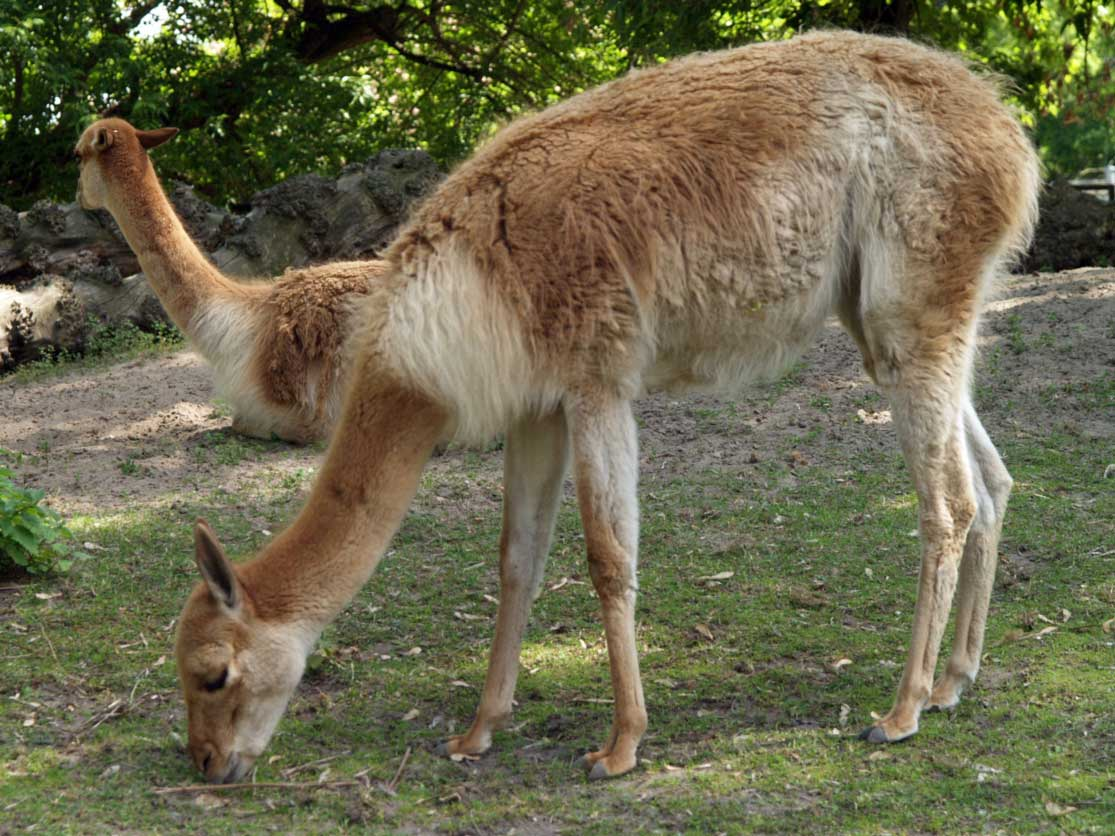
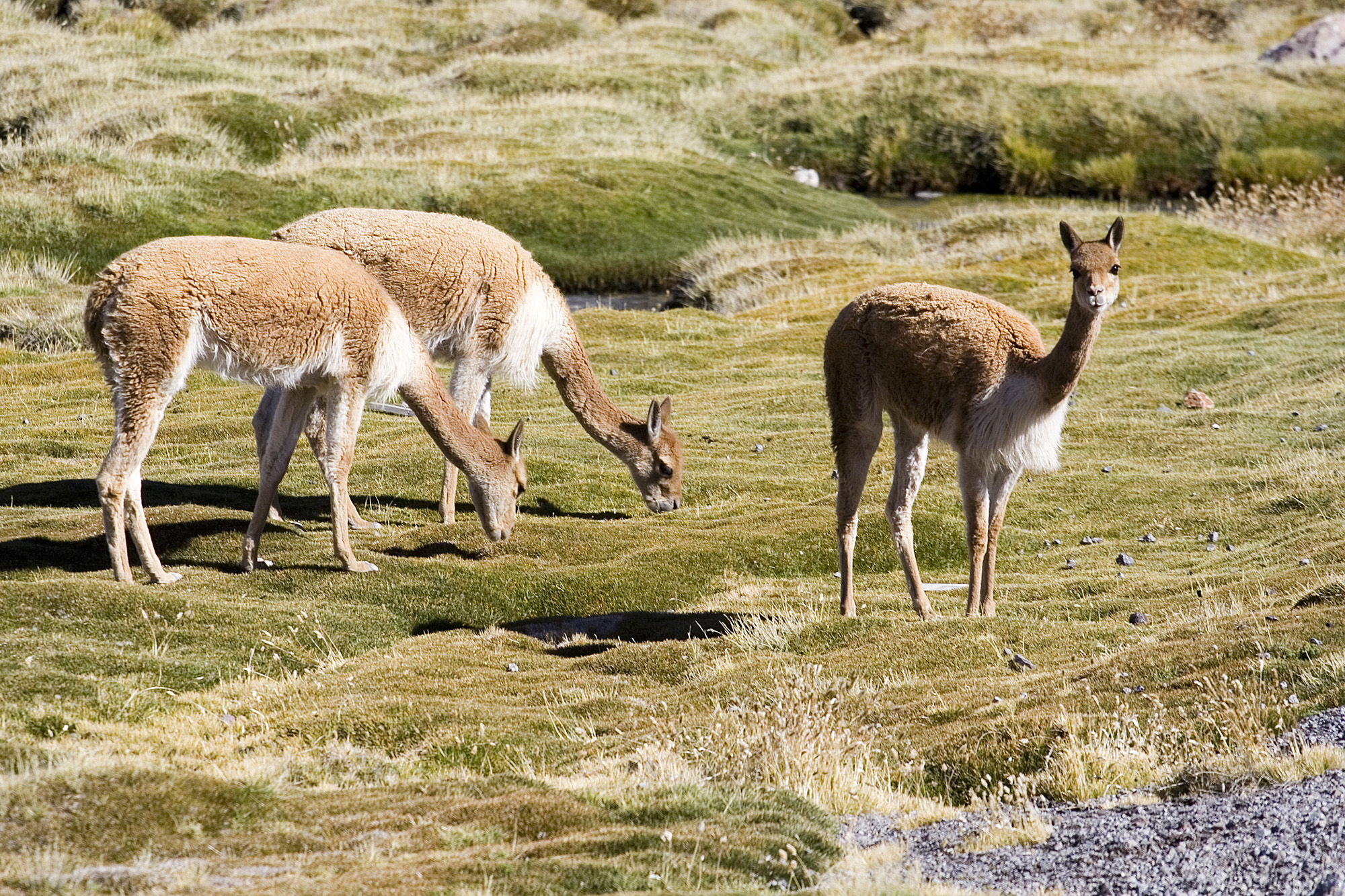